# Stichopogon tridactylophagus
Stichopogon tridactylophagus är en tvåvingeart som beskrevs av Pavel Lehr 1975. Stichopogon tridactylophagus ingår i släktet Stichopogon och familjen rovflugor. Inga underarter finns listade i Catalogue of Life.